# Saison cyclonique 2022-2023 dans l'océan Indien sud-ouest
La saison cyclonique 2022-2023 dans l'océan Indien sud-ouest s'étend officiellement du 15 novembre 2022 au 30 avril 2023, à l'exception de Maurice et des Seychelles, dont la saison se termine le 15 mai 2023. Ces dates délimitent traditionnellement la période de l'année durant laquelle la plupart des cyclones tropicaux et subtropicaux se forment dans le bassin qui est à l'ouest de 90 ° E et au sud de l'équateur. La formation de cyclones dans ce bassin est surveillée par le Centre météorologique régional spécialisé de La Réunion.
La saison a débuté hâtivement, la tempête tropicale Ashley se formant le 23 septembre 2022 sur l'extrême Est du bassin et n'affectant personne. Elle semblait être terminée le 28 mars 2023 avec la tempête tropicale Neuf mais une nouveau système, appelé Fabien, s'est développé le 13 mai. Ce dernier a perduré jusqu'au 21, atteignant le niveau de cyclone tropical intense dans l'extrême nord du bassin sans causer de dégâts.
La saison a connu deux systèmes causant des dégâts importants : Cheneso et Freddy. Ce dernier a fait plus d'un millier de morts et plus de 500 disparus dans le plus long périple de tous les cyclones tropicaux des annales.

## Nom des tempêtes
Au sein de l'océan Indien sud-ouest, les dépressions tropicales et les dépressions subtropicales pour lesquelles est mesuré un vent soutenu sur 10 minutes de 65 km/h par le Centre météorologique régional spécialisé cyclones de La Réunion (CMRS) reçoivent généralement un identifiant. Les Centres consultatifs sous-régionaux de cyclones tropicaux à Maurice et à Madagascar nomment les systèmes plus intenses. Le centre de Maurice nomme les systèmes qui s'intensifient en tempête tropicale modérée entre 55 et 90 ° E. Entre 30 et 55 ° E, c'est le centre de Madagascar qui attribue un nom.
À partir de la saison 2016-2017, les listes de noms dans le sud-ouest de l'océan Indien font l'objet d'une rotation triennale. Les noms de tempête ne sont utilisés qu'une seule fois, donc tout nom de tempête utilisé cette année sera supprimé de la rotation et remplacé par un nouveau nom pour la saison 2024–25. Les noms non utilisés devraient être réutilisés dans la liste pour la saison 2024-2025. Tous les noms utilisés pendant la saison 2018-19 ont ainsi été remplacés.
| TTM  | Ashley       |
| TTM  | Balita       |
| CTTI | Darian (BoM) |
| CT   | Cheneso      |
| CT   | Dingani      |
| CTTI | Freddy (BoM) |

| CT   | Enala   |
| CTI  | Fabien  |
| Inc. | Gezani  |
| Inc. | Horacio |
| Inc. | Indusa  |
| Inc. | Juluka  |

| Inc. | Kundai  |
| Inc. | Lesibo  |
| Inc. | Michel  |
| Inc. | Nousra  |
| Inc. | Olivier |
| Inc. | Pokera  |

| Inc. | Quincy  |
| Inc. | Rebaone |
| Inc. | Salama  |
| Inc. | Tristan |
| Inc. | Ursula  |
| Inc. | Violet  |

| Inc. | Wilson |
| Inc. | Xala   |
| Inc. | Yekela |
| Inc. | Zania  |

## Déroulement de la saison
La saison cyclonique a débuté avant le début officiel avec les tempêtes modérées Ashley fin septembre 2022 et Balita début octobre. La dépression tropicale Trois, en provenance du bassin australien, a fait une courte apparition en novembre. Ce n'est ensuite que le 21 décembre que le cyclone tropical majeur Darian est entré dans le même secteur. Ces 4 systèmes ont passé leur vie entière en mer.
Le 10 janvier 2023, une perturbation est apparue bien au nord-est de Madagascar. Elle est devenue la tempête tropicale Cheneso avant de frapper la province d'Antsiranana le 19. Perdant de l'intensité en passant sur l'île, le système a débouché sur le canal du Mozambique le 23 janvier puis est devenu une cyclone tropical en longeant lentement la côte sud-ouest de Madagascar. Tard le 28, Cheneso a quitté vers les îles Kerguelen et le 29 est devenu post-tropical. À cause de son lent déplacement, le système à causé d'importants dégâts par la pluie ainsi que fait plus de 30 morts.
Février fut actif avec deux cyclones en mer, soit Dingani du 9 au 15 et Enala du 21 au 28, mais c'est surtout le cyclone de catégorie 5 Freddy qui a fait la manchette. Ce dernier a pris naissance dans le bassin australien le 5 février, est entrée dans celui du sud-ouest de l'océan Indien le 14, l'a traversé pour passer au nord des Mascareignes, frapper Madagascar et le Mozambique deux fois et finalement le Malawi avant de s'éteindre le 15 mars. Freddy est l'un des quatre seuls systèmes à avoir ainsi traversé l'intégralité du Sud de l'océan Indien d'Est en Ouest. Il est également celui à avoir accumulé la plus grande énergie cumulative des cyclones tropicaux (ACE) et la plus longue durée de vie au monde depuis le début des annales météorologiques. Le cyclone a fait plus de 700 morts et plus de 550 disparus tout au long de son trajet, le plus grand nombre au Malawi.
En fin mars, la dépression tropicale modérée Neuf est passée loin de toutes terres habitées et semblait le dernier système de la saison mais le cyclone Fabien s'est développé le 13 mai et a perduré jusqu'au 21 sans causer de dégâts. Il s'agit d'un des rares cyclones aussi tardif et aussi près de l'équateur dans ce bassin cyclonique, ainsi que celui ayant atteint le stade de cyclone intense le plus tard en saison,.

## Chronologie des événements
| Classifications des systèmes tropicaux sur le bassin, | Classifications des systèmes tropicaux sur le bassin, |
| Vent soutenu sur 10 minutes (nœuds)                   | Océan Indien sud-ouest Météo-France                   |
| ----------------------------------------------------- | ----------------------------------------------------- |
| <28                                                   | Perturbation tropicale                                |
| 28–33                                                 | Dépression tropicale                                  |
| 34–47                                                 | Tempête tropicale modérée                             |
| 48–63                                                 | Forte Tempête tropicale                               |
| 64–89                                                 | Cyclone tropical                                      |
| 90–115                                                | Cyclone tropical intense                              |
| Plus de 115                                           | Cyclone tropical très intense                         |

## Cyclones tropicaux

### Tempête tropicale modéréeAshley
Le 22 septembre, un creux quasi équatorial a produit une faible dépression tropicale dans l'océan Indien. Les conditions environnementales se sont améliorées au cours des 3 jours suivants et la dépression s'est suffisamment organisée pour devenir la première dépression tropicale de la saison le 26 septembre. Tôt le jour suivant, le JTWC l'a désigné comme le cyclone tropical 02S, citant les données du diffusomètre du satellite météorologique indiquant des vents une force de tempête tropicale dans ses demi-cercles ouest et est. Le CMRS de La Réunion a également transformé le système en une tempête tropicale modérée et les services météorologiques mauriciens (MMS) l'ont nommé Ashley. Le système a alors atteint son intensité maximale, avec des vents soutenus sur 10 minutes de 75 km/h avant de succomber à un fort cisaillement des vents du nord-est et à d'importantes intrusions d'air sec tard le même jour. Le CMRS a mis fin aux avis avant 6 h UTC le 28 septembre alors qu’Ashley s'affaiblissait en dépression résiduelle mais a continué à suivre la tempête jusqu'à ce qu'elle soit notée pour la dernière fois le 30 septembre.

### Tempête tropicale modéréeBalita
Le 2 octobre, le CMRS de La Réunion a commencé à surveiller une perturbation dont l'activité convective était localisée dans les convergences de basses couches. Plus tard le jour suivant, le JTWC a commencé à surveiller une zone de convection. Les images satellites ont indiqué que les lignes de nuages de bas niveau s'enroulaient dans le centre de bas niveau et tôt le 5 octobre, le JTWC a émis une alerte de Formation de cyclone tropical sur le système. Le JTWC l'a ensuite classé comme cyclone tropical 03S à 3 h UTC le 6 octobre. À 6 h UTC, le CMRS l'a rehaussé à dépression tropicale.
Malgré un cisaillement modéré du vent du nord-est, la convection a augmenté autour du système et le CMRS l'a ensuite déclaré une tempête tropicale modérée à 0 h UTC le 8 octobre et elle a été nommée Balita par le MMS. L'imagerie satellite a révélé que le système avait amélioré sa structure convective. À 6 h UTC le 9 octobre, la structure de Balita est devenue allongée et asymétrique, incitant le CMRS à reclasser la tempête comme une dépression post-tropicale. Plus tard ce même jour, le CMRS a cessé ses avis et le JTWC a emboîté le pas. Les restes se sont entièrement dissipés le 13 octobre.

### Dépression tropicaleTrois
Le 5 novembre, la dépression tropicale 02U de la région australienne, surveillée par le CMRS de La Réunion, a traversé dans sa zone de responsabilité. Il n'y avait plus de convection associée, seulement un centre dépressionnaire de bas niveau. L'activité orageuse a repris dans la partie sud du système au cours des heures suivantes et le CMRS l'a classé comme dépression tropicale Trois alors que les conditions environnementales étaient légèrement propices à la cyclogenèse tropicale avec un faible cisaillement vertical du vent et écoulement équatorial modéré. Cependant, à 6 h UTC le 6 novembre, le CMRS a émis son dernier avertissement alors que le système dégénérait en une dépression résiduelle

### Cyclone tropical très intenseDarian
Le 13 décembre, le Bureau of meteorology australien (BOM) a signalé que la dépression tropicale 05U s'était formée à environ 170 km au nord des îles Cocos. Le 18 décembre, le système est devenu le cyclone Darian de catégorie 1 dans l'échelle australienne, équivalent à une tempête tropicale dans l'échelle de Saffir-Simpson, après avoir erré dans le même secteur. Il s'est ensuite intensifié en tournant vers l'ouest.
Le 21 décembre, le cyclone tropical sévère Darian, venant de la région australienne, est entré dans le bassin sud-ouest de l'océan Indien où il a été immédiatement classé comme cyclone tropical très intense par le CMRS de La Réunion ayant des vents soutenus sur 10 minutes de 120 nœuds (222 km/h).
Après des variations dans son intensité, Darian a tourné vers le sud-est le 24 décembre, toujours loin de toute terre, puis retour au sud-ouest le 26 décembre. Le 28 décembre à 0 h UTC, le CMRS de La Réunion a déclassé Darian à forte tempête tropicale.
Le 30 décembre à 12 h UTC, Darian est devenu une dépression post-tropicale à 1 535 km à l'est-sud-est de la Réunion, se dirigeant vers le sud-sud-ouest. Le CMRS a cessé ensuite ses bulletins à propos de ce système qui est toujours resté en mer et n'a fait aucun dégât.

### Cyclone tropicalCheneso
Le 10 janvier, le CMRS de La Réunion a commencé à parler d'un potentiel de développement cyclonique avec une augmentation de l'activité orageuse au sud de l'île de Diego Garcia. À 0 h UTC le 18, elle est devenue une dépression tropicale au nord-est de Madagascar. Vers 9 h UTC, le CMRS a reclassé le système en tempête tropicale modérée et Météo Madagascar l'a nommé Cheneso. À 19 h UTC, elle est devenue une forte tempête tropicale à moins de 180 km des côtes. Cheneso a touché la côte malgache près de villes de Sambava et Antalaha le 19 janvier avant 12 h UTC puis est devenue une dépression sur terre tournant vers le sud-ouest en s'affaiblissant.
À 7 h UTC le 23 janvier, le CMRS a repris ses bulletins à propos de la dépression Cheneso et à 13 h UTC la reclassifie en perturbation tropicale quand elle ressort sur le canal près de Morondava. Vingt-quatre heures plus tard, elle redevenait une tempête tropicale modérée puis forte quelques heures plus tard. Le 25 janvier, Cheneso a atteint le stade de cyclone tropical à moins de 140 km des côtes de la région de Morondava. Étant quasi stationnaire, il a provoqué une remontée d'eau froide et le 26 janvier à 13 h UTC, Cheneso est temporairement retombé à forte tempête tropicale.
La tempête a accéléré lentement ensuite vers le sud. À 0 h UTC le 28 janvier, ayant regagné des eaux plus chaudes, Cheneso est redevenu un cyclone à environ 250 km à l'ouest de la région de Atsimo-Andrefana. À 3 h UTC, le Joint Typhoon Warning Center (JTWC) a estimé que le système s'était renforcé en un cyclone tropical équivalent à la catégorie 2 de l'échelle de Saffir-Simpson avec des vents soutenus d'une minute à 155 km/h et une pression centrale de 959 hPa.
Par la suite, le système a tourné vers le sud-est passant au sud de Madagascar tout en accélérant. Rencontrant un cisaillement de plus en plus fort des vents en altitude, Cheneso est redescendu à forte tempête tropicale dès 18 h UTC et s'est transformé en dépression post-tropicale le 29 à 6 h UTC,. Le CMRS a cessé ses bulletins à 19 h UTC le même jour alors que la dépression se dirigeait vers l'île Kerguelen.
Le 1er février, le bilan était d'au moins 33 morts, 20 disparus et 90 870 sinistrés, dont le tiers de déplacés, affectant 17 régions sur les 22 de l'île,. Plus de 37 000 maisons, 18 centres médicaux et 164 écoles ont été endommagés, alors qu'environ 1 400 ha de rizières ont été inondées,.

### Cyclone tropicalDingani
Après avoir erré plusieurs jours dans la région australienne près des îles Cocos, la dépression tropicale 11U est entrée dans la zone de responsabilité du CMRS de La Réunion le 9 février et a été désignée comme tempête tropicale modérée Dingani. Plus tard ce jour-là, le JTWC a lancé des avis sur le système et l'a classé comme cyclone tropical 13S.
À 0 h UTC le 11, le CMRS a rehaussé Dingani à forte tempête tropicale. À 12 h UTC le 12, il est devenu un cyclone tropical, équivalent à un ouragan de catégorie 1 dans l'échelle de Saffir-Simpson, avec un œil bien visible et à plus de 3 000 km de la Réunion. À 0 h UTC le 14 février, le système a nettement faibli sous un fort cisaillement des vents en altitude et a été rétrogradé au stade de forte tempête tropicale à environ 1 000 km à l'est-sud-est de Rodrigues, se dirigeant vers le sud-ouest.
À 6 h UTC le 15, Dingani est devenu une dépression post-tropicale bien au large des terres habitées et se dirigeant vers le sud-ouest. Ayant passé sa vie en mer, le système n'a causé aucun dégâts connu.

### Cyclone tropical très intenseFreddy
Le 30 janvier, le Bureau of Meteorology australien (BoM) a commencé à surveiller une faible dépression tropicale en développement intégrée dans un creux de mousson dans la mer de Timor. Le 7 février, le système nommé Freddy est devenu un cyclone tropical. S'intensifiant rapidement, il a atteint le statut de catégorie 4 dans l'échelle australienne avant de faiblir en se dirigeant vers l'ouest. Sa structure s'est progressivement désorganisée en raison d'un fort cisaillement du vent. Le 14 février à 12 h UTC, il a quitté le bassin et est entré dans la zone de responsabilité du CMRS La Réunion comme cyclone tropical équivalent à la catégorie 2 dans l'échelle de Saffir-Simpson
,. Six heures plus tard, il est devenu un cyclone tropical intense et a continué son intensification, étant dans des conditions très favorables.
À 15 h UTC le 15, le Joint Typhoon Warning Center a estimé les vents sur une minute à 250 km/h, ce qui est juste sous la catégorie 5 de l'échelle de Saffir-Simpson. En même temps, le CMRS lui assignait des vents de 115 nœuds (213 km/h) sur 10 minutes et une pression de 937 hPa, soit à la limite supérieure du niveau de cyclone tropical intense. À 18 h UTC, le JWTC a estimé que Freddy avait atteint le stade équivalent à la catégorie 5 puis un pic à 270 km/h avant de redescendre à la catégorie 4 à 6 h UTC le 16 février.
Le 16 février, le CMRS a commencé à alerter l'archipel des Mascareignes de l'approche de Freddy, toujours un cyclone intense de relativement faible diamètre. Le 17, La Réunion a été ajoutée à la pré-alerte cyclonique jaune.
À 0 h UTC le 19 février, le CMRS La Réunion a rehaussé Freddy au stade de « cyclone tropical très intense », avec des vents sur 10 minutes de 120 nœuds (222 km/h), bien au nord-est de Rodrigues. Le rehaussement a été favorisé par les eaux chaudes et le faiblissement du cisaillement des vents en altitude. Vingt-quatre heures plus tard, Freddy s'est légèrement affaibli et est revenu au stade de cyclone tropical intense à un peu plus de 300 km au nord-est de l'île Maurice. Il est passé ensuite à environ 140 km au nord de Maurice et 180 km de La Réunion.
Freddy a touché la côte malgache vers 16 h 30 UTC le 21 février près de Mananjary au stade de cyclone tropical puis s'est affaibli en traversant l'île vers l'ouest. Il est ressorti sur le canal du Mozambique au sud d'Andavadoaka vers 12 h UTC le 22 février en tant qu'une zone perturbée en réorganisation. Traversant le canal d'Ouest en Est, Freddy a touché la côte du Mozambique peu après 12 h UTC le 24 février au juste sud de Vilanculo, province d'Inhambane comme tempête tropicale modérée. Après être entré dans les terres jusqu'au Zimbabwe et être devenu une dépression résiduelle le 27 février, Freddy est ressortie comme perturbation tropicale sur les eaux du canal de Mozambique la nuit du 1er au 2 mars en se dirigeant vers la côte sud-ouest de Madagascar.
Le 5 mars, Freddy est passé à forte tempête tropicale et s'est approché à environ 25 km de la côte de la région d'Atsimo-Andrefana, y donnant de très fortes pluies et des vents violents. Le 7 mars, le CMRS de La réunion a rehaussé Freddy à cyclone tropical se dirigeant vers le nord du Mozambique dans des conditions très favorables à son maintien. Le centre de Freddy a touché la côte mozambicaine vers 17 h 15 UTC le 11 mars à environ 30 km à l'Est de la ville de Quelimane au stade de cyclone tropical avec des vents soutenus de 155 km/h sur 10 minutes et des rafales à 220 km/h. Le cyclone a ensuite interagi avec les terres et faibli.
Le bilan au 12 avril fait état d'au moins 1 217 morts dont plus de 1 000 au Malawi, 17 à Madagascar, 198 au Mozambique et 2 au Zimbabwe,,,.

### Cyclone tropicalEnala
Le 19 février, le CMRS de La Réunion a commencé à parler dans ses bulletins quotidiens d'une zone suspecte qui avait une probabilité de se transformer en cyclone tropical. Le 21, le CMRS a lancé le premier bulletin pour la dépression tropicale, désignée par Huit, à plus de 2 000 km à l'est-nord-est de la Réunion. À 12 h UTC le 22, le CMRS a rehaussé le système à tempête tropicale modérée Enala puis à forte tempête tropicale 18 heures plus tard,. À 0 h UTC le 24, le CMRS a révisé son analyse et a déclaré qu’Enala était un cyclone tropical depuis 12 h UTC le 23 et qu'il se dirigeait vers le sud-ouest loin de toute terre.
Cette intensité fut cependant de courte durée et le système est rapidement retombé à forte tempête tropicale le 24 février. Poursuivant vers le sud, Enala a perdu graduellement de son intensité et est devenu une dépression résiduelle le 28 février. Le CMRS a alors émis son dernier bulletin pour ce système qui n'a jamais touché de terres.

### Tempête tropicale modéréeNeuf
Le 21 mars, une faible dépression s'est développée entre les Maldives et les Chagos mais son développement était très improbable selon le CMRS de La Réunion. Le 25 mars, la convection profonde enveloppant son centre mal défini s'est mieux organisé dans les quadrants ouest et sud. Le lendemain, il a été classé comme une perturbation tropicale. Après avoir serpenté pendant plusieurs jours, le système a commencé à prendre une trajectoire plus au sud et à 6 h UTC le 27 mars, il a été classé dépression tropicale à plus de 300 km au nord de Rodrigues. Douze heures plus tard, le système retombait à perturbation tropicale à cause d'une injection d'air sec et un cisaillement des vents modéré.
À 6 h UTC le 28, Neuf a été à nouveau déclassé à dépression résiduelle se dirigeant vers l'ouest et le CMRS a cessé ses bulletins. Ayant passé sa vie en mer, le système n'a fait aucun dégât connu. Lors d'une réanalyse, le CMRS a déclaré que le système était devenu brièvement une tempête tropicale modérée le 26 mars mais ne lui a pas donné de nom a posteriori.

### Cyclone tropical intenseFabien
À cause de la phase active de l'oscillation de Madden-Julian (OMJ), le CMRS de La Réunion a prévu au début mai qu'une circulation cyclonique pourrait se former dans la zone indonésienne à l'est de sa zone de responsabilité grâce à la prévision d'ensembles à long terme des modèles de prévision numérique du temps Global Forecast System (GFS) et Integrated Forecasting System (IFS). Une dépression s'est ainsi développée le long de l'équateur le 8 mai et le système a commencé à s'organiser avec une convection profonde. Le 13 mai, le système s'est consolidé en perturbation tropicale sur l'extrême nord-est de la zone de couverture du CMRS. Quelques heures plus tard, le système est devenu une dépression tropicale.
Le 14 mai à 6 h UTC, le CMRS a rehaussé le système à tempête tropicale modérée et l'a nommé Fabien. Douze heures plus tard, elle devenait une tempête tropicale forte. Le 15 mai à 12 h UTC, Fabien atteignait le statut de cyclone tropical selon le CMRS de la Réunion, équivalent à un ouragan de catégorie 2 dans l'échelle de Saffir-Simpson selon le Joint Typhoon Warning Center (JTWC), à environ 600 km à l'est-nord-est de l'île de Diego Garcia,.
Le 16 mai à 18 h UTC, le CMRS de La Réunion a rehaussé Fabien à cyclone tropical intense alors à 250 km à l'est-sud-est de Diego Garcia et ayant des vents soutenus sur 10 minutes de 165 km/h. Il est devenu le cyclone tropical intense le plus tardif du bassin sud-ouest de l'océan Indien, 6 jours plus tard que Lila (ex-Billy) en 1986. Au même moment le JTWC lui donnait des vents sur une minute de 185 km/h et une pression centrale de 962 hPa ce qui le mettait à la catégorie 3 de l'échelle de Saffir-Simpson,. Le 17 mai à 6 h UTC, Fabien est retombé à cyclone tropical, passant à plus de 200 km au sud de l'archipel des Chagos qui ne fut affecté que par une mer forte et le passage de grains orageux des bandes externes de précipitations.
Par la suite, le système a graduellement faibli, faisant face à un cisaillement de vents en altitude et une injection d'air sec, tout en se dirigeant lentement vers l'ouest-sud-ouest puis le sud. Ce faible déplacement a causé un brassage de la mer et une remontée d'eau froide en surface, défavorisant la convection. À 12 h UTC le 21 mai, le CMRS a déclaré que Fabien était devenu une dépression résiduelle se comblant à 1 750 km au nord-est de La Réunion et il a émis son dernier bulletin. Le système devait se dissiper les jours suivants n'ayant fait aucun dégâts.